# 砂子塘小学校
砂子塘小学校（繁体字中国語: 砂子塘小學、簡体字中国語: 砂子塘小学、英語: Shazitang Primary School）とは、中国湖南省長沙市にある公立小学校である。 略称は砂小。

## 概要
砂子塘小学校は 1963 年に設立され、長沙の 4 つの有名な小学校の 1 つです。同校は「1校3拠点」で、現在107クラスの授業、5,400人以上の生徒、310人以上の教職員が在籍している。

## 分校[5][6]
- 砂子塘第二小学校
- 砂子塘小学校万博会校区
- 砂子塘新世界小学校
- 砂子塘小学校第6キャンパス